# Las Huertas, Zacualpan
Las Huertas är en ort i Mexiko.   Den ligger i kommunen Zacualpan och delstaten Mexiko, i den södra delen av landet, 100 km sydväst om huvudstaden Mexico City. Las Huertas ligger 1 657 meter över havet och antalet invånare är 173.
Terrängen runt Las Huertas är lite bergig. Runt Las Huertas är det ganska tätbefolkat, med 54 invånare per kvadratkilometer. Närmaste större samhälle är Ixtapan de la Sal, 14,6 km nordost om Las Huertas. I omgivningarna runt Las Huertas växer huvudsakligen savannskog.